# Skeld
Skeld (staronord. Skjolðr – tarcza lub schron) – wieś na południowym krańcu zachodniej części wyspy Mainland, w Szetlandach. Główne część wsi jest również nazywana Easter Skeld, a zachodni koniec, oddalalony o ok. 1,5 km, Wester Skeld.